# ألين بي. داوني
ألين بي. داوني (بالإنجليزية: Allen B. Downey)‏ هو عالم حاسوب أمريكي، ولد في 11 مايو 1967.